# Fenghuangshan Shuiku
Fenghuangshan Shuiku (kinesiska: 凤凰山水库) är en reservoar i Kina. Den ligger i provinsen Shandong, i den östra delen av landet, omkring 400 kilometer öster om provinshuvudstaden Jinan. Fenghuangshan Shuiku ligger 20 meter över havet. Arean är 0,18 kvadratkilometer. Trakten runt Fenghuangshan Shuiku består till största delen av jordbruksmark. Den sträcker sig 0,6 kilometer i nord-sydlig riktning, och 0,4 kilometer i öst-västlig riktning.
Genomsnittlig årsnederbörd är 748 millimeter. Den regnigaste månaden är juli, med i genomsnitt 264 mm nederbörd, och den torraste är februari, med 12 mm nederbörd.